# Natri dibiphosphat
Natri dibiphosphat (công thức hóa học: NaH2PO4), là một hợp chất vô cơ của natri với gốc acid phosphoric. Nó được dùng như là một loại thuốc nhuận tràng, và như một dung dịch đệm pH tượng tự natri phosphat.
Chỉ số acid (pKa) thuộc khoảng 6,8–7,2 (phụ thuộc vào đặc tính hoá lý trong quá trình xác định pKa). Giá trị tương đương natri chloride, hay E-Value, là 0,49. Nó có thể tan trong 4,5 phần nước. Hầu hết natri dibiphosphat được tìm thấy dưới dạng tinh thể không màu hoặc dạng bột trắng. Natri phosphat không tan trong cồn, được tạo ra bằng phản ứng giữa các hợp chất halide với acid phosphoric.